# Philocaenus barbarus
Philocaenus barbarus är en stekelart som först beskrevs av Grandi 1955.  Philocaenus barbarus ingår i släktet Philocaenus och familjen fikonsteklar. Inga underarter finns listade i Catalogue of Life.